# Ambasada RP w Addis Abebie

Ambasada PRL-u w 1966, widoczna polsko-amharska tabliczka, na środku stoi ambasador Jan Krzywicki

Ambasada Rzeczypospolitej Polskiej w Addis Abebie (ang. Embassy of the Republic of Poland in Addis Abeba) – polska misja dyplomatyczna w stolicy Federalnej Demokratycznej Republiki Etiopii.
Ambasador RP w Addis Abebie oprócz Federalnej Demokratycznej Republiki Etiopii akredytowany jest również w Republice Dżibuti, Republice Sudanu Południowego, Unii Afrykańskiej oraz Komisji Gospodarczej Narodów Zjednoczonych do spraw Afryki.

## Struktura placówki
- Konsul RP
- Referat Polityczno-Ekonomiczny
- Referat ds. Administracyjno-Finansowych
- Ataszat obrony, wojskowy i lotniczy

## Historia
Stosunki polsko-etiopskie rozpoczynają się już w czasach przedrozbiorowych, gdy król Polski Jan III Sobieski wysłał poselstwo do cesarza Abisynii Jozuego I Wielkiego w celu nawiązania sojuszu antyosmańskiego (ostatecznie zostało ono zatrzymane na granicy).
Kolejne kontakty polsko-etiopskie miały miejsce w latach 30. XX w. Ustały jednak po inwazji Włoch na Etiopię.
Po II wojnie światowej, 14 czerwca 1945, władze Etiopii uznały komunistyczny rząd w Warszawie. Następnie nawiązano stosunki dyplomatyczne i 3 października 1947 poseł RP w Kairze Zygmunt Kuligowski został akredytowany również w Etiopii w randze posła. W 1960 w Addis Abebie Polska otworzyła poselstwo i Urząd Radcy Handlowego.
29 sierpnia 1961 oba kraje podniosły swoje przedstawicielstwa do rangi ambasad. Rozpoczęła wtedy funkcjonowanie Ambasada PRL w Addis Abebie, początkowo będąc kierowana przez dyplomatę w randze chargé d'affaires, a od 1965 ambasadora.
W 1992 ambasada została zamknięta z powodu cięć budżetowych. W Etiopii akredytowany został ambasador RP w Sanie (Jemen). Stan ten trwał do 2003, gdy Ambasada RP w Addis Abebie została ponownie otwarta. Od 2007 mieści się ona pod obecnym adresem, na działce, którą Polska uzyskała w zamian za umorzenia długu Etiopii.